# Vale Real
Vale Real é um município brasileiro do estado do Rio Grande do Sul.

## História
Localizado ao pé da Serra Gaúcha, à margem direita do rio Caí, Vale Real foi colonizado por imigrantes ítalo-germânicos em meados do século XIX.

### Origem do nome
O antigo nome de Vale real era Kronenthal. Segundo estudos, o nome Kronenthal surgiu devido à geografia do lugar, que é  cercado por 13 morros, formando uma coroa natural. Após a proibição da língua alemã, em 1938, devido à Segunda Guerra Mundial, o nome Kronenthal foi traduzido para Vale da Coroa, que mais tarde se transformaria em Vale real.

## Geografia
Vale Real está cerca de 90 km de distância de Porto Alegre, tendo uma área territorial de 52,3 km². O município faz divisa ao Sul com Feliz e Alto Feliz, a Leste com Nova Petrópolis e Feliz, a Norte com Caxias do Sul e a Oeste com Alto feliz e Farroupilha.

### Subdivisões
O município está atualmente dividido em cinco distritos, mostrados na tabela abaixo com sua respectiva população:
|    | Distrito       | População |
| -- | -------------- | --------- |
| 1º | Vale Real      | 2616      |
| 2º | Arroio do Ouro | 754       |
| 3º | Forqueta Baixa | 290       |
| 4º | Morro Gaúcho   | 212       |
| 5º | Canto Krewer   | 468       |

O primeiro distrito ainda é dividido em bairros, sendo eles:
1. Bairro Centro
2. Bairro Vila Nova
3. Bairro Recosta
4. Bairro Canto Krewer
5. Bairro Krindges
6. Bairro Morro Paris
7. Bairro Imigrante

## Filhos ilustres
- Ver Biografias de vale-realenses notórios